# 繁野繁造
繁野 繁造（しげの しげぞう、1897年（明治30年）- 没年未詳）は、日本の建築家。三重県出身。

## 経歴
日本大学高等工学校（日本大学理工学部の前身）を1923年（大正12年）に卒業後、神奈川県庁に入り神奈川県営繕管財課の技術者を務めた。

## 作品
- 神奈川県測候所（現、横浜地方気象台）、1927年、横浜市指定有形文化財
  - このアール・デコ様式の建築は2007年、建築家安藤忠雄の設計で改修と耐震補強が施され、第2庁舎を増築した。

## 参考資料

### 著書
- 『市街地建築物法に依る瀟洒なる小住宅図案』建築書房、1926年